# Clubiona dikita
Clubiona dikita là một loài nhện trong họ Clubionidae.
Loài này thuộc chi Clubiona. Clubiona dikita được Alberto Barrion & James A. Litsinger miêu tả năm 1995.